# Мигел Брагансский
Мигел (II) (порт. Miguel II de Bragança; 19 сентября 1853, Клайнхойбах, Нижняя Франкония — 11 октября 1927, Зеебенштайн, Нойнкирхен) — претендент на португальский престол, герцог Браганса. Единственный сын бывшего короля Мигела I и принцессы Аделаиды Лёвенштейнской.
После пресечения Саксен-Кобург-Готской ветви династии Браганса Мигел предъявил свои права на португальский престол, потому что остался единственным мужчиной в португальской ветви династии Браганса.

## Семья и дети
Был женат два раза:
С 1877 года — на принцессе Елизавете Турн-и-Таксис (1860—1881). Дети:
- Мигел (1878—1923), герцог Визеу, в 1920 году отказался от прав на престол, после вступления в морганатический брак, 3 детей
- Франсишку Жозе[англ.] (1879—1919), лейтенант австро-венгерской армии, участник Первой мировой войны, умер в итальянском плену, женат не был
- Мария Тереза (1881—1945), замужем за Карлом Людвигом, принцем Турн-и-Таксисом, один сын

С 1893 года — на принцессе Марии Терезе Лёвенштейн-Вертгейм-Розенбергской (1870—1935). Дети:
- Изабелла Мария[англ.] (1894—1970), вышла замуж за  Франца-Иосифа Турн-н-Таксиса, 5 детей
- Мария Бенедикта (1896—1971), замужем не была, детей не оставила
- Мафальда (1898—1918), замужем не была, детей не оставила
- Мария Анна (1899—1971), вышла замуж за Карла Августа Турн-н-Таксиса, 4 детей
- Мария Антония (1903—1973), вышла замуж Сиднея Эшли Ченлера (сына Уильяма Астора Ченлера[англ.]), 3 детей
- Филиппа Мария (1905—1990), замужем не была, детей не оставила
- Дуарте Нуно (1907—1976), 23-й герцог Браганса, в 1953 вернулся в Португалию, женат на Марии Франсишке Орлеан-Браганской, 3 детей
- Мария Аделаида (1912—2012), вышла замуж за голландца Николаса ван Удена, 6 детей